# Polonaise (gebak)
Polonaise is een banketgebak van meringue (schuim) dat doorgaans wordt gevuld met vers fruit of room.
Het schuim wordt gemaakt door eiwit met suiker stijf te kloppen, vaak met een klein beetje maizena.
Het bakje van schuim heeft de vorm van een pasteitje. Door met een spuitzak een bodem te spuiten, en daarop 2-3 ringen voor de rand te spuiten, wordt de vorm verkregen. Dit wordt zo'n drie uur "gedroogd" in een oven van 80°C. Het zo verkregen bakje wordt een polonaise genoemd. Soms wordt de bak gegarneerd met geschaafde amandelen en een deksel van gevormde chocolade.
De vulling van de polonaise varieert, er zijn recepten met marasquin en slagroom, combinaties met vruchten en polonaises met daarop ook roomijs. 